# Ave-do-crocodilo
A ave-do-crocodilo (Pluvianus aegyptius) é uma ave charadriiforme, sendo o único membro do género Pluvianus.  Tradicionalmente classificada na família Glareolidae, junto com o corredor e a perdiz-do-mar, é hoje em dia considerada como o único membro da monotípica família Pluvianidae.

## Origem do nome
O nome comum desta espécie, "ave-do-crocodilo", deve-se à sua suposta relação simbiótica com os crocodilos: de acordo com uma história que vem dos tempos de Heródoto, os crocodilos descansavam nas margens com as suas bocas abertas, e a ave entrariam na boca do crocodilo para se alimentar da carne em putrefacção entre os dentes do réptil. Não há provas que tal interacção alguma vez tenha existido, sendo provavelmente ficção mítica ou alegórica.